# Cyriotasiastes
Cyriotasiastes is een kevergeslacht uit de familie van de boktorren (Cerambycidae). De wetenschappelijke naam van het geslacht werd voor het eerst geldig gepubliceerd in 1924 door Heller.

## Soorten
Cyriotasiastes is monotypisch en omvat slechts de volgende soort:
- Cyriotasiastes rhetenor (Newman, 1842)